# Hans van den Berg (acteur)
Hans van den Berg (Kampen, 19 september 1946) is een Nederlands acteur.
Hij begon zijn loopbaan als figurant bij de Nederlandse Comedie. Als acteur ging hij pas goed van start bij het Publiekstheater in het seizoen 1973/1974.

## Filmografie
- 1984 - Ciske de Rat - Psycholoog
- 1990 - My Blue Heaven - Dhr. Pot
- 1990 - Zeg 'ns Aaa - Etspers verkoper
- 1990-1994 Goede tijden, slechte tijden - Fritz Lam/Bert Zeylinga/Begrafenisondernemer (8 Afl.)
- 1991 - Ha, die Pa! - Van Driel (Afl. Favoriet)
- 1992 - Oppassen!!! - Postzegelhandelaar
- 1993 - Flodder: Verkiezingen - Gé Bruinsma
- 1993 - Ha, die Pa! - Meneer Mager (Afl. In de klem)
- 1993 - Coverstory: Aflevering 1.8 - Dr. Clabbers
- 1995 - Toen was geluk heel gewoon: Een man z'n trots - Ober
- 1995 - Flodder 3 - Man van de Gastvrouw
- 1996 - Ik ben je moeder niet: Klantvriendelijk - Inspecteur van de arbeidsinspectie
- 1996 - Mijn Franse tante Gazeuse - Buurman van Zanten
- 1996 - Oppassen!!! - Meneer Pin (Afl. Burgemeester Buys)
- 1997 - Flodder - Dhr. Bruinsma
- 2000 - Lijmen/Het been - Van Kamp